# Azeffoun
Azeffoun (Berbers: Azfun; Tifinagh: ⴰⵣⴼⵓⵏ; Arabisch: أزفون), is een gemeente in Algerije. Het is een kustplaats in de provincie Tizi Ouzou, op 70km ten noordoosten van Tizi Ouzou en op 95km ten westen van Béjaïa.
De vroegere naam was Port-Gueydon, naar Louis Henri de Gueydon (1809-1886).

## Geboren
- Mohamed Fellag (1950), Algerijns komiek